# انتخابات مجلس شورای ملی (۱۳۰۹)
انتخابات مجلس هشتم ایران در سال ۱۳۰۹ برگزار شد. این مجلس در ۲۴ آذر ماه گشوده شد. در این دوره نیز فعالیت همه احزاب مانند دوره هفتم ممنوع بود.